# إلاديو رييس
إلاديو رييس (بالإسبانية: Eladio Reyes) هو لاعب كرة قدم بيروفي في مركز الهجوم، ولد في 8 يناير 1948 في تشينتشا ألتا في بيرو. شارك مع منتخب بيرو لكرة القدم. أما مع النوادي، فقد لعب مع أليانزا ليما وتيبورونيس روخوس دي فيراكروز وخوان أوريتش وديبورتيفو كالي وسيينسيانو.

## وصلات خارجية
- إلاديو رييس على موقع الاتحاد الدولي (مؤرشف)  (الإنجليزية)
- إلاديو رييس على موقع قاعدة بيانات كرة القدم.إي يو (الإنجليزية)
- إلاديو رييس على موقع ناشيونال فوتبول تيمز (الإنجليزية)
- إلاديو رييس على موقع عالم كرة القدم.نت (الإنجليزية)